# Prenomi nelle lingue slave

## Nomi maschili

### A
| Italiano           | Russo               | Ucraino             | Bielorusso      | Polacco         | Sorabo  | Ceco           | Slovacco       | Croato     | Sloveno    | Serbo                         | Bulgaro    |
| ------------------ | ------------------- | ------------------- | --------------- | --------------- | ------- | -------------- | -------------- | ---------- | ---------- | ----------------------------- | ---------- |
| Abele              | Авель               | Авель               | Авель, Абэль    | Abel            |         | Ábel           | Ábel           | Abel       | Abel       | Авељ, Абел Avelj, Abel        |            |
| Abramo             | Абрам               | Авраам              | Абра(га)м       | Abraham         | Abraham | Abrahám        | Abrahám        | Abraham    | Abraham    | Аврам                         | Авра(а)м   |
| Achille            | Ахилл               | Ахіллес             | Ахіл            | Achilles        |         | Achilles       | Achilles       | Ahilej     | Ahil       | Ахил(еј) Ahil(ej)             | Ахил       |
| Adalberto          | Адальберт           | Адальберт           |                 | Adalbert        |         | Adalbert       | Adalbert       | Adalbert   | Adalbert   | Адалберт Adalbert             |            |
| Adamo              | Адам                | Адам                | Адам            | Adam            |         | Adam           | Adam           | Adam       | Adam       | Адам Adam                     | Адам       |
| Adeodato           | Адеодат             | Адеодат             |                 | Adeodat         |         |                | Adeodat        | Adeodat    | Adeodat    | Адеодат Adeodat               | Адеодат    |
| Adolfo             | Адольф              |                     | Адольф          | Adolf           |         | Adolf          | Adolf          | Adolf      | Adolf      | Адолф                         | Адолф      |
| Adriano            | Адриан Adrian       | Адріан              | Адрыян          | Adrian, Hadrian |         | Adrián         | Adrián         | Hadrijan   | Hadrijan   | Хадријан                      | Адриан     |
| Alberto            | Альберт             |                     | Альберт         | Albert          |         | Albert         | Albert         | Albert     | Albert     | Алберт                        | Альберт    |
| Alessandro, Sandro | Александр Aleksándr | Олександр Oleksandr | Аляксандр       | Aleksander      |         | Alexandr       | Alexander      | Aleksandar | Aleksander | Александар Aleksandar         | Александър |
| Alessio            | Алексей Alekséj     | Олексій             | Аляксей         | Aleksy          |         | Aleš, Alexej   | Alexej         | Aleksej    | Aleksej    | Алексије Aleksije             | Алексей    |
| Alfonso            | Альфонс             | Альфонс             | Альфонс         | Alfons          |         | Alfons         | Alfonz         | Alfons     | Alfonz     |                               |            |
| Alfredo            | Альфред Al'fred     | Альфред             | Альфрэд         | Alfred          |         | Alfréd         | Alfréd         | Alfred     | Alfred     |                               | Алфред     |
| Aloisio, Alvise    | Алоиз               |                     | Алёіз           | Alojzy          | Alojs   | Alois          | Alojz          | Alojzije   | Alojz      |                               |            |
| Ambrogio           | Амвросий            | Амвросій            |                 | Ambroży         | Ambróz  | Ambrož         | Ambrož         | Ambrozije  | Ambrož     | Амброзије Ambrozije           |            |
| Amedeo             |                     |                     | Амадэй          | Amadeusz        |         | Amadeus        | Amadeus        | Amadej     | Amadej     |                               |            |
| Amerigo            |                     |                     |                 | Emeryk          |         | Imrich         | Imrich         | Emerik     | Emerik     |                               |            |
| Anacleto           | (Ана)Клет           | Анакліт             |                 | Anaklet         |         | Anaklét        | Anaklét        | Anaklet    | Anaklet    | Анаклетије Anakletije         | Анаклет    |
| Anatolio           | Анатолий Anatólij   | Анатолій            | Анато́ль         | Anatol          |         | Anatol         | Anatolij       | Anatolij   |            |                               |            |
| Andrea             | Андрей Andréj       | Андрій Andríj       | Андрэй          | Andrzej         | Handrij | Andrej, Ondřej | Ondrej, Andrej | Andrija    | Andrej     | Андреј Andrej                 | Андрей     |
| Angelo             |                     |                     |                 | Anioł           |         | Anděl          | Angel          | Anđelko    | Angel      | Анђелко, Ангел Anđelko, Angel | Ангел      |
| Aniceto            | Аникет              | Анікет              |                 | Anicet          |         |                | Anicet         | Anicet     | Anicet     | Анисет                        | Аникет     |
| Anselmo            | Ансельм             | Ансельм             |                 | Anzelm          |         | Anselm         | Anzelm         | Anzelmo    | Anzelm     | Анселмо                       | Анселм     |
| Antonio            | Антон(ий)           | Антоній             | Антон           | Antoni          |         | Antonín        | Anton          | Antun      | Anton      | Антоније Antonije             | Антоний    |
| Arcadio            | Аркадий             |                     | Аркадзь         | Arkadiusz       |         | Arkád          | Arkád          | Arkadije   | Arkadij    | Аркадије Arkadije             | Аркадий    |
| Aristide           | Аристид             | Аристид             |                 | Arystydes       |         | Aristid        | Aristid        | Aristid    | Aristid    | Аристид Aristid               | Аристид    |
| Armando, Ermanno   | Герман              |                     | Герман          | Herman          |         | Heřman         | Herman         | Herman     | Herman     |                               | Герман     |
| Aronne             | Аарон Aarón         | Аарон               | Арон            | Aaron           |         | Árón           | Áron           | Aron       | Aron       | Арон Aron                     | Аарон      |
| Arsenio            | Арсений             |                     | Арсень          | Arseniusz       |         | Arsen          | Arzen          | Arsenije   | Arsenij    | Арсеније Arsenije             | Арсений    |
| Arturo             | Артур Artúr         |                     |                 | Artur           |         | Artur          | Artúr          | Artur      | Artur      | Артур Artur                   |            |
| Atanasio           | Афанасий            | Афанасій            | Афанасій Апанас | Atanazy         |         | Atanáš         | Atanáz         | Atanazije  | Atanazij   | Атанасије Atanasije           | Атанасий   |
| Augusto, Agostino  | Август(ин)          | Авґуст              |                 | August          | Awgust  | Augustin       | Augustín       | Augustin   | Avgust     | Август                        | Август     |
| Aurelio            | Аврелий             | Аурелије            |                 | Aureliusz       |         | Aurel(ián)     | Aurel          | Aurelije   | Avrelij    | Аурелије Aurelije             | Аврелий    |

### B
| Italiano    | Russo                  | Ucraino               | Bielorusso            | Polacco    | Sorabo | Ceco       | Slovacco   | Croato     | Sloveno    | Serbo                 | Bulgaro    |
| ----------- | ---------------------- | --------------------- | --------------------- | ---------- | ------ | ---------- | ---------- | ---------- | ---------- | --------------------- | ---------- |
| Baldassarre |                        |                       |                       | Baltazar   |        | Baltazar   | Baltazár   | Baltazar   | Baltazar   | Валтазар, Балтазар    |            |
| Baldovino   | Балдуин                |                       |                       | Baldwin    |        | Balduin    | Balduin    | Baldvin    | Baldvin    |                       | Балдуин    |
| Barnaba     | Варнава                | Варнава               |                       | Barnaba    |        | Barnabáš   | Barnabáš   | Barnaba    | Barnaba    | Варнава Varnava       |            |
| Bartolomeo  | Варфоломей Varfolom'éj | Варфоломій Varfolomij | Барталамей Варфаламей | Bartłomiej |        | Bartoloměj | Bartolomej | Bartolomej | Bartolomej | Вартоломеј Vartolomej | Вартоломей |
| Basilio     | Василий Vasílij        | Василій               | Васі́ль                | Bazyli     |        | Basil      | Vasil      | Bazilije   | Vasilij    | Василије Vasilije     | Василий    |
| Benedetto   | Бенедикт               | Бенедикт              | Бенедыкт              | Benedykt   | Beno   | Benedikt   | Benedikt   | Benedikt   | Benedikt   | Бенедикт Benedikt     | Бенедикт   |
| Beniamino   | Вениамин               |                       |                       | Beniamin   |        | Benjamín   | Benjamín   | Benjamin   | Benjamin   | Бењамин Benjamin      |            |
| Berengario  | Беренгар               | Беренгар              |                       | Berengar   |        | Berengar   | Berengar   | Berengar   | Berengar   | Беренгар Berengar     |            |
| Bernardo    | Бернард                | Бернард               |                       | Bernard    |        | Bernard    | Bernard    | Bernard    | Bernard    | Бернард Bernard       |            |
| Biagio      | Власий                 | Власій                |                       | Błażej     | Błazij | Blažej     | Blažej     | Blaž       | Blaž       | Власије Vlasije       |            |
| Bonifacio   | Бонифаций              | Боніфацій             |                       | Bonifacy   |        | Bonifác    | Bonifác    | Bonifacije | Bonifacij  | Бонифације Bonifacije | Бонифаций  |
| Boris       | Борис Borís            | Борис                 | Барыс                 | Borys      |        | Boris      | Boris      | Boris      | Boris      | Борис Boris           | Борис      |
| Bruno       | Бруно                  |                       | Бруна                 | Bruno      |        | Bruno      | Bruno      | Bruno      | Bruno      |                       |            |

### C
| Italiano             | Russo                     | Ucraino    | Bielorusso | Polacco                     | Sorabo  | Ceco                 | Slovacco           | Croato      | Sloveno    | Serbo               | Bulgaro    |
| -------------------- | ------------------------- | ---------- | ---------- | --------------------------- | ------- | -------------------- | ------------------ | ----------- | ---------- | ------------------- | ---------- |
| Caio                 |                           |            | Гай        | Gajusz                      |         |                      |                    | Gaj         | Gaj        | Гај Gaj             | Гай        |
| Callisto             | Каликст                   | Калікст    | Калікст    | Kalikst                     |         | Kalixt               | Kalist             | Kalist      | Kalist     | Калист Kalist       | Каликст    |
| Camillo              | Камилл                    |            | Каміль     | Kamil                       |         | Kamil                | Kamil              | Kamilo      | Kamilo     | Камил Kamil         |            |
| Candido              |                           |            |            | Kandyd                      |         |                      | Kandid             | Kandid      | Kandid     |                     |            |
| Carlo                | Карл                      | Карл       | Караль     | Karol                       | Korla   | Karel                | Karol              | Karlo       | Karel      | Карло               | Карл       |
| Casimiro             | Казимир                   | Казимир    | Казімір    | Kazimierz                   |         | Kazimír              | Kazimír            | Kazimir     | Kazimir    | Казимир Kasimir     |            |
| Celestino            | Целестин                  | Целестін   |            | Celestyn                    |         | Celestýn             | Celestín           | Celestin    | Celestin   | Целестин Celestin   | Целестин   |
| Cesare               |                           |            |            | Cezary, Cezariusz           |         |                      | César              | Cezar       | Cezar      | Цезар Cezar         |            |
| Ciriaco              | Кириак                    |            |            | Cyriak                      |         |                      | Cyriak             | Ciriak      |            |                     |            |
| Cirillo              | Кирилл Kiríll             | Кирило     | Кіры́ла     | Cyryl                       |         | Cyril                | Cyril              | Ćiril       | Ciril      | Ћирило Ćirilo       | Кирил      |
| Claudio              | Клавдий                   |            | Клаўдзій   | Klaudiusz                   |         | Klaudius             | Klaudius, Klaudián | Klaudije    | Klavdij    | Клаудије Klaudije   | Клавдий    |
| Clemente             | Климент                   | Климент    | Клім       | Klemens                     |         | Klement              | Klement            | Klement     | Klemen     | Климент             | Климент    |
| Clodoveo             | Хлодвиг, Клодвиг          | Хлодвіг    |            | Chlodwig, Ludwik            |         | Chlodvík             | Chlodovik          | Klovis      | Klodvik    | Хлодовех            | Хлодвиг    |
| Cornelio             | Корнелий                  | Корнелій   |            | Korneliusz, Kornel, Korneli |         | Kornel               | Kornel             | Kornelije   | Kornelij   | Корнелије           | Корнелий   |
| Corrado              | Конрад                    | Конрад     |            | Konrad                      |         | Konrád               | Konrád             | Konrad      | Konrad     | Konrad              | Конрад     |
| Cosimo, Cosma        | Косма                     | Кузьма     |            | Kosma                       |         | Kosma                | Kozma              | Kozma       | Kozma      | Козма               |            |
| Costante, Costantino | Констант(ин) Konstant(ín) | Констянтин | Канстанцін | Konstanty, Konstantyn       |         | Konstans, Konstantin | Konštantín         | Konstantin  | Konstantin | Константин          | Константин |
| Crescenzo            | Кресценций                |            |            | Krescencjusz, Krescenty     |         |                      | Krescenc           | Krescencije | Krescencij |                     |            |
| Cristiano            | Кристиан                  |            |            | Krystian, Chrystian         | Křesćan | Kristián             | Kristián           | Kristijan   | Kristijan  | Кристијан Kristijan |            |
| Cristoforo           | Христофор Xristófor       | Христофор  |            | Krzysztof                   |         | Kryštof              | Krištof            | Kristofor   | Krištof    | Кристифор           | Христофор  |

### D
| Italiano  | Russo             | Ucraino   | Bielorusso      | Polacco               | Sorabo | Ceco    | Slovacco | Croato     | Sloveno   | Serbo                 | Bulgaro  |
| --------- | ----------------- | --------- | --------------- | --------------------- | ------ | ------- | -------- | ---------- | --------- | --------------------- | -------- |
| Damaso    | Дамасий           | Дамасій   |                 | Damazy                |        | Damaz   | Damazus  | Damaz      | Damaz     | Дамас Damas           | Дамас    |
| Damiano   | Дамиан            | Дем'ян    | Дзям'ян         | Damian                |        | Damián  | Damián   | Damjan     | Damijan   | Дамјан Damjan         |          |
| Daniele   | Даниил Daniíl     | Даниїл    | Даніла          | Daniel                |        | Daniel  | Daniel   | Danijel    | Danijel   |                       |          |
| Dario     | Дарий             | Дарій     |                 | Dariusz               |        |         | Dárius   | Dario      | Darijo    | Дарије Darije         | Дарий    |
| Davide    | Давид Davíd       | Давид     | Давыд           | Dawid                 | Dawid  | David   | David    | David      | David     | Давид David           |          |
| Demetrio  | Дмитрий Dmítrij   | Димитрій  | Зміцер Дзмітрый | Demetriusz            |        | Dmitr   | Demeter  | Demetrije  | Demetrij  | Деметрије Demetrije   | Деметрий |
| Desiderio | Дезидерий         | Дезидерій |                 | Dezyderiusz, Dezydery |        | Dezider | Dezider  | Deziderije | Dezider   | Дезидерије Deziderije |          |
| Dionigi   | Дионисий Dionisij | Діонісій  |                 | Dionizy               |        | Denis   | Denis    | Dionizije  | Dionizij  | Дионисије Dionisije   | Дионисий |
| Domenico  | Доминик           | Домінік   | Дамінік         | Dominik               |        | Dominik | Dominik  | Dominik    | Dominik   |                       |          |
| Domiziano | Домициан          |           |                 | Domicjan              |        |         | Domicián | Domicijan  | Domicijan | Домицијан Domicijan   | Домициан |
| Donato    | Донат             |           | Данат           | Donat                 |        | Donát   | Donát    | Donat      | Donat     |                       |          |

### E
| Italiano         | Russo            | Ucraino      | Bielorusso         | Polacco               | Sorabo | Ceco            | Slovacco      | Croato     | Sloveno   | Serbo                | Bulgaro   |
| ---------------- | ---------------- | ------------ | ------------------ | --------------------- | ------ | --------------- | ------------- | ---------- | --------- | -------------------- | --------- |
| Eberardo         |                  |              |                    | Eberhard              |        |                 | Eberhard      | Everard    |           |                      |           |
| Edgardo          |                  |              |                    | Edgar                 |        |                 | Edgar         | Edgár      | Edgar     |                      |           |
| Edmondo          | Эдмунд           | Едмунд       |                    | Edmund                |        | Edmund          | Edmund        | Edmund     | Edmund    | Едмунд Edmund        | Едмънд    |
| Edoardo, Eduardo | Эдуард           | Едуард       | Эдуард Адварды     | Edward                |        | Eduard          | Eduard        | Edvard     | Edvard    | Едвард Edvard        | Едуард    |
| Egidio           | Эгидий           |              |                    | Idzi                  |        | Jiljí           | Egid, Egídius | Egidije    | Egidij    | Егидије Egidije      |           |
| Eleuterio        | Элевтерий        | Елевтерій    |                    | Eleuteriusz, Eleutery |        |                 | Eleutér       | Eleuterije | Elevterij | Елетерије Eleuterije | Елевтерий |
| Elia             | Илия Iliyá       | Ілля         | Ілля (Ілья) Галляш | Eliasz                |        | Ilja            | Eliáš         | Ilija      | Ilija     | Илија Ilija          | Илия      |
| Eligio           |                  |              |                    | Eligiusz              |        |                 |               | Eligije    |           |                      |           |
| Emanuele         | Эммануил         |              | Эмануіл            | Emanuel               |        | Emanuel         | Emanuel       | Emanuel    | Emanuel   | Емануел Emanuel      | Емануил   |
| Emili(an)o       | Эмил             |              |                    | Emil, Emilian         |        | Emil            | Emil          | Emil       | Emilij    | Емилијан Emilijan    | Емилий    |
| Enrico, Enzo     | Генрих Genrich   | Генріх       | Генрык             | Henryk                |        | Jindřich, Hynek | Henrich       | Henrik     | Henrik    | Хенрик Henrik        |           |
| Erasmo           | Эразм            | Еразм        |                    | Erazm                 |        | Erazim          | Erazim        | Erazmo     | Erazem    | Еразмо Erazmo        | Еразъм    |
| Er(i)berto       | Герберт          |              | Гэрберт            | Herbert               |        | Herbert         | Herbert       | Heribert   | Herbert   |                      |           |
| Ernesto          | Эрнст            |              |                    | Ernest                | Arnošt | Arnošt          | Ernest        | Ernest     | Ernest    | Ернест Ernest        |           |
| Ettore           | Гектор           | Гектор       |                    | Hektor                |        | Hektór          | Hektor        | Hektor     | Hektor    | Хектор Hektor        | Хектор    |
| Eugenio          | Евгений Jevgénij | Євген Jevhen | Яўген              | Eugeniusz             |        | Evžen           | Eugen         | Eugen      | Evgen     | Еугеније Eugenije    | Евгений   |
| Eusebio          | Евсевий          | Євсевій      |                    | Euzebiusz             |        |                 | Eusébius      | Euzebije   | Evzebij   | Јевсевије Jevsevije  | Евсевий   |
| Eustachio        |                  |              | Яўстах             | Eustachy              |        |                 | Eustach       | Eustahije  | Evstahij  |                      |           |
| Evaristo         | Эварист          | Еварист      |                    | Ewaryst               |        |                 | Evarist       | Evarist    | Evarist   | Еварист Evarist      | Еварист   |
| Ezechiele        | Иезекии́ль        | Єзекіїль     | Езекіль            | Ezechiel              |        | Ezechiel        | Ezechiel      | Ezekijel   | Ezekiel   |                      | Езекііль  |

### F
| Italiano     | Russo         | Ucraino   | Bielorusso         | Polacco               | Sorabo | Ceco      | Slovacco       | Croato          | Sloveno   | Serbo               | Bulgaro   |
| ------------ | ------------- | --------- | ------------------ | --------------------- | ------ | --------- | -------------- | --------------- | --------- | ------------------- | --------- |
| Fabi(an)o    | Фабиан        | Фабіан    | Фабіян             | Fabiusz, Fabian       |        | Fabián    | Fábius, Fabián | Fabije, Fabijan | Fabijan   | Фабијан Fabijan     | Фабиан    |
| Federico     | Фридрих       | Фрідріх   | Фрыдрых            | Fryderyk              |        | Bedřich   | Frederik       | Fridrik         | Friderik  | Фридрих Fridrih     | Фридрих   |
| Felice       | Феликс        | Фелікс    | Фелікс             | Feliks                | Feliks | Felix     | Félix          | Feliks          | Feliks    | Феликс Feliks       | Феликс    |
| Fer(di)nando | Фердинанд     | Фердинанд | Фердынанд          | Ferdynand             |        | Ferdinand | Ferdinand      | Ferdinand       | Ferdinand | Фердинанд Ferdinand | Фердинанд |
| Filippo      | Филипп Filipp | Пилип     | Піліп Філіп        | Filip                 |        | Filip     | Filip          | Filip           | Filip     | Филип Filip         | Филип     |
| Fiorenzo     |               |           |                    | Florencjusz, Florenty |        |           | Florentín      | Florencij       | Florencij |                     |           |
| Floriano     | Флориан       |           | Флярыян            | Florian               |        | Florián   | Florián        | Florijan        | Florijan  | Флоријан Florijan   | Флориан   |
| Fortunato    | Фортунат      |           |                    | Fortunat              |        | Fortunát  | Fortunát       | Fortunat        | Fortunat  | Фортунат Fortunat   |           |
| Francesco    | Франциск      | Франциск  | Францыск Францішак | Franciszek            |        | František | František      | Franjo          | Frančišek | Фрањо Franjo        | Франциск  |

### G
| Italiano          | Russo                        | Ucraino                    | Bielorusso      | Polacco           | Sorabo | Ceco           | Slovacco       | Croato     | Sloveno  | Serbo                   | Bulgaro       |
| ----------------- | ---------------------------- | -------------------------- | --------------- | ----------------- | ------ | -------------- | -------------- | ---------- | -------- | ----------------------- | ------------- |
| Gabriele          | Гавриил Gavriíl              | Гавриїл                    | Гаўрыла         | Gabriel           |        | Gabriel        | Gabriel        | Gabrijel   | Gabrijel | Гаврило Gavrilo         | Гаврил        |
| Gaetano           | Каетан                       |                            | Каятан          | Kajetan           |        | Kajetán        | Kajetán        | Kajetan    | Kajetan  |                         |               |
| Gaspare           |                              |                            | Каспар          | Kacper, Kasper    |        | Kašpar         | Gašpar         | Gašpar     | Gašper   |                         |               |
| Gedeone           | Гедеон                       |                            |                 | Gedeon            |        | Gedeon         | Gedeon         | Gideon     |          |                         |               |
| Gennaro           | Януарий                      | Януарій                    |                 | January           |        | Januar         |                | Januarije  | Januarij | Јануарије Januarije     |               |
| Gerardo           | Герхард                      |                            |                 | Gerard            |        |                | Gerhard        | Gerard     |          |                         |               |
| Geremia           | Иеремия Ieremíja             | Єремія                     |                 | Jeremi, Jeremiasz |        | Jeremjáš       | Jeremiáš       | Jeremija   | Jeremija | Јеремија Jeremija       |               |
| Germano           | Герман                       |                            |                 | German            |        |                |                | German     | German   |                         |               |
| Gervas(i)o        | Гервасий                     |                            | Гервасій        | Gerwazy           |        |                |                | Gervazije  | Gervazij | Хијакинт Hijakint       |               |
| Giacinto          | Гиацинт Giacint              | Яцко                       |                 | Jacek, Jacenty    |        |                | Hyacint        | Hijacint   | Hijacint |                         |               |
| Giacomo, Giacobbe | Яков, Иа́ков Jákov, Iákov     | Яків Jákiv                 | Яку́б            | Jakub             | Jakub  | Jakub          | Jakub          | Jakov      | Jakob    | Јаков Jakov             | Яков          |
| Gioacchino        | Ефим, Иоаким Ioakim          | Йоаким                     | Яўхім Акім      | Joachim           |        | Jáchym         | Jáchim         | Joakim     | Joahim   |                         | Йоаким        |
| Giordano          |                              |                            | Ярдан           | Jordan            |        |                | Jordán         | Jordan     | Jordan   |                         |               |
| Giorgio           | Георгий, Юрий Georgij, Jurij | Георгій, Юра Georgij, Jura | Юрый            | Jerzy             | Jurij  | Jiří           | Juraj          | Jure       | Jurij    | Георгије Georgije       | Георги Georgi |
| Giosuè            |                              |                            |                 | Jozue             |        | Jozue          |                | Jošua      |          |                         |               |
| Giovanni          | Иоанн, Иван Ioánn, Iván      | Іван                       | Іван, Ян        | Jan               | Jan    | Jan            | Ján            | Ivan       | Janez    | Јанош, Иван Janoš, Ivan | Йоан, Иван    |
| Girolamo          | Иероним Ijeronim             | Ієронім Ijeronim           | Геранім         | Hieronim          |        | Jeroným        | Jarolím        | Jeronim    | Jeronim  | Јероним Jeronim         | Йероним       |
| Giuli(an)o        | Юлий, Юлиан Julij            | Юлій Julij                 | Юлій            | Juliusz, Julian   |        | Julius         | Július, Julián | Julije     | Julij    | Јулије Julije           | Юлий          |
| Giuseppe          | Иосиф, Осип Iósif            | Йосип                      | Язэп, Восіп     | Józef             |        | Josef          | Jozef          | Josip      | Jožef    | Јосиф Josif             | Йосиф         |
| Giusto, Giustino  | Иустин                       | Юстин                      | Юстын Усцін     | Just, Justyn      |        | Justin         | Justín         | Justin     | Justin   | Јустин Justin           | Юстин         |
| Goffredo          | Готфрид                      |                            |                 | Godfryd, Gotfryd  |        |                |                | Godfrid    |          | Готфрид Gotfrid         |               |
| Gontrano          | Гунтрамн                     |                            |                 | Guntram           |        |                |                | Guntram    |          |                         |               |
| Graziano          | Грациан                      |                            |                 | Gracjan           |        |                | Gracián        | Gracijan   | Gracijan | Грацијан Gracijan       |               |
| Gregorio          | Григорий Grigórij            | Григорій Hryhorij          | Рыгор, Грыгорый | Grzegorz          |        | Řehoř          | Gregor         | Grgur      | Gregorij | Гргур Grgur             | Григорий      |
| Gualtiero, Walter |                              |                            |                 | Walter            |        | Valtr          | Valter         | Valter     | Valter   |                         |               |
| Guglielmo         | Вильгельм                    | Вільгельм                  |                 | Wilhelm           |        | Vilém          | Viliam         | Vilim      | Viljem   |                         | Уилям         |
| Guido             |                              |                            |                 | Gwido(n)          |        | Vít(ek), Kvido | Kvído          | Gvido, Vid | Gvido    |                         |               |
| Gustavo           | Густав                       |                            |                 | Gustaw            |        | Gustav         | Gustáv         | Gustav     | Gustav   |                         |               |

### I
| Italiano  | Russo           | Ucraino    | Bielorusso   | Polacco   | Sorabo | Ceco     | Slovacco | Croato   | Sloveno | Serbo              | Bulgaro   |
| --------- | --------------- | ---------- | ------------ | --------- | ------ | -------- | -------- | -------- | ------- | ------------------ | --------- |
| Ignazio   | Игнатий Ignátij | Ігнатій    | Гнат, Ігнацы | Ignacy    |        | Ignác    | Ignác    | Ignacije | Ignacij | Игњатије Ignjatije | Игнатий   |
| Igor      | Игорь Ígor’     | Ігор       | Iгар         | Igor      |        | Igor     | Igor     | Igor     | Igor    | Игор Igor          | Игор      |
| Ilario    | Гиларий         | Гіларій    | Гілярый      | Hilary    |        |          |          | Hilarije | Hilarij |                    | Иларий    |
| Innocenzo | Иннокентий      | Іннокентій | Інакенцій    | Innocenty |        | Inocenc  | Inocent  | Inocent  | Inocenc |                    | Инокентий |
| Ippolito  | Ипполит         |            | Іпаліт       | Hipolit   |        | Hippolyt | Hypolit  | Hipolit  | Hipolit | Иполит Ipolit      | Иполит    |
| Ireneo    | Ириней          | Іреней     |              | Ireneusz  |        | Irenej   | Irenej   | Irenej   | Irenej  | Иринеј Irenej      | Ириней    |
| Isacco    | Исаак Isaák     | Ісаак      | Ісаак        | Izaak     |        | Izák     | Izák     | Izak     | Izak    | Исак Isak          |           |
| Isaia     | Исаия           | Ісая       | Ісая         | Izajasz   |        | Izajáš   | Izaiáš   | Izaija   | Izaija  |                    |           |
| Isidoro   | Исидор          |            | Ісідар       | Izydor    |        | Izidor   | Izidor   | Izidor   | Izidor  | Исидор Isidor      | Исидор    |
| Ivo       |                 |            | Іва          | Iwo       |        | Ivo      | Ivo      | Ivo      | Ivo     |                    |           |

### L
| Italiano        | Russo         | Ucraino       | Bielorusso | Polacco                           | Sorabo | Ceco                | Slovacco         | Croato              | Sloveno   | Serbo               | Bulgaro  |
| --------------- | ------------- | ------------- | ---------- | --------------------------------- | ------ | ------------------- | ---------------- | ------------------- | --------- | ------------------- | -------- |
| Ladislao        | Владислав     | Владислав     | Уладзіслаў | Władysław                         |        | Ladislav, Vladislav | Ladislav         | Ladislav, Vladislav | Vladislav | Владислав Vladislav | Ладислав |
| Lazzaro         | Лазарь Lázar' |               | Лазар      | Łazarz                            |        | Lazar               | Lazár            | Lazar               | Lazar     |                     |          |
| Leandro         | Леандр        |               |            | Leander                           |        | Leander             | Leander          | Leandro             | Leander   |                     |          |
| Leonardo        | Леонард       |               | Леанард    | Leonard                           |        | Leonard             | Leonard          | Leonard             | Leonard   |                     |          |
| Leone           | Лев Lev       | Лев           | Лявон      | Leon                              |        | Lev                 | Lev              | Lav                 | Leon      | Лав Lav             | Лъв      |
| Leonida         | Леонид        |               | Леанід     | Leonid                            |        | Leónidás            | Leonid, Leonídas | Leonida             | Leonid    | Леонида Leonida     | Леонид   |
| Leopoldo        | Леопольд      |               | Леапольд   | Leopold                           |        | Leopold             | Leopold          | Leopold             | Leopold   | Леополд Leopold     | Леополд  |
| Lorenzo         | Лоренц        | Лаврентій     | Лаўрэн     | Wawrzyniec, Laurencjusz, Laurenty |        | Vavřinec            | Vavrinec         | Lovro               | Lovrenc   |                     |          |
| Lotario         | Лотарь        |               | Лотар      | Lotar                             |        | Lotar               | Lotár            | Lotar               | Lotar     | Лотар Lotar         | Лотар    |
| Luca            | Лука Luká     | Лука          | Лука(ш)    | Łukasz                            |        | Lukáš               | Lukáš            | Luka                | Luka      | Лука Luka           | Лука     |
| Luciano         | Лукиан Lukian | Лукіан Lukian | Люцыян     | Łucjan, Lucjan                    |        | Lucián              | Lucián           | Lucijan             | Lucijan   |                     | Лукиан   |
| Lucio           | Луций         | Луцій         | Люцыюс     | Lucjusz, Łucjusz                  |        | Lucius              | Lucius           | Lucije              | Lucij     |                     | Луций    |
| Luigi, Ludovico | Людвиг        | Людовик       | Людвік     | Ludwik                            |        | Ludvík, Luděk       | Ľudovít          | Ljudevit            | Ludvik    | Луј Luj             | Луи      |

### M
| Italiano         | Russo                           | Ucraino                            | Bielorusso | Polacco             | Sorabo | Ceco          | Slovacco | Croato            | Sloveno               | Serbo                             | Bulgaro |
| ---------------- | ------------------------------- | ---------------------------------- | ---------- | ------------------- | ------ | ------------- | -------- | ----------------- | --------------------- | --------------------------------- | ------- |
| Macario          | Макар(ий)                       | Макарій                            | Макар      | Makary              |        |               | Makar    | Makarije          | Makarij               | Макарије Makarije                 |         |
| Manfredo         | Манфред                         |                                    |            | Manfred             |        |               | Manfréd  | Manfred           |                       |                                   |         |
| Marcello         | Маркел                          | Марцел                             |            | Marceli             |        | Marcel        | Marcel   | Marcel            | Marcel                | Марцел Marcel                     | Марцел  |
| Marco            | Марк Mark                       | Марк                               | Марк(а)    | Marek               | Marko  | Marek         | Marek    | Marko             | Marko                 | Марко Marko                       | Марк    |
| Marino           | Марин                           | Марин                              |            | Maryn, Maryniusz    |        |               |          | Marin             | Marin                 | Марин Marin                       | Марин   |
| Mario            | Марий                           |                                    |            | Mariusz             |        | Marius        |          | Marije            | Marij                 |                                   |         |
| Martino          | Мартин Martin                   | Мартин                             | Марцін     | Marcin              |        | Martin        | Martin   | Martin            | Martin                | Мартин Martin                     | Мартин  |
| Marzio, Marziale | Марций, Марциал                 |                                    |            | Marcjusz, Marcjalis |        |               |          | Marcije, Marcijal | Marcij                | Марције Marcije                   | Марций  |
| Massimo          | Максим Maksím                   |                                    | Максім     | Maksym              |        | Maxim         | Maxim    | Maksim            | Maksim                |                                   | Максим  |
| Matteo, Mattia   | Матфей, Матвей Matf'éj, Matv'éj | Матвій Matvij                      | Мац(в)ей   | Mateusz, Maciej     | Maćij  | Matěj, Matyáš | Matej    | Matej, Matija     | Matej, Matjaž, Matevž | Матеј Matej                       | Матей   |
| Maurizio         | Маврикий Mavrikij               |                                    |            | Maurycy             |        | Mořic         | Móric    | Mauricije         | Mavricij              | Маврикије Mavrikije               |         |
| Melchiorre       |                                 |                                    | Мельхіёр   | Melchior            |        | Melichar      | Melichar | Melkior           | Melhior               |                                   |         |
| Metodio          | Мефодий                         | Мефодій                            | Мяфод      | Metody              |        | Metoděj       | Metod    | Metod             | Metod                 | Методије Metodije                 | Методий |
| Michele          | Михаил Michaíl                  | Михаїл, Михайло Mychajíl, Mychájlo | Міхал      | Michał              | Michał | Michal        | Michal   | Mihael            | Mihael                | Михаило, Михајло Mihailo, Mihajlo | Михаил  |
| Miroslavo, Mirco | Мирослав                        |                                    |            | Mirosław            |        | Miroslav      | Miroslav | Miroslav          | Miroslav              |                                   |         |

### N
| Italiano   | Russo           | Ucraino             | Bielorusso       | Polacco   | Sorabo         | Ceco    | Slovacco | Croato  | Sloveno          | Serbo               | Bulgaro |
| ---------- | --------------- | ------------------- | ---------------- | --------- | -------------- | ------- | -------- | ------- | ---------------- | ------------------- | ------- |
| Narciso    | Нарцисс         |                     | Нарцыз           | Narcyz    |                | Narcis  | Narcis   | Narcis  | Narcis           |                     |         |
| Natale     | Наталий         |                     |                  | Natalis   |                |         |          |         |                  |                     |         |
| Nepomuceno |                 |                     |                  | Nepomucen |                | Nepomuk | Nepomuk  | Nepomuk | Nepomuk          |                     |         |
| Niceforo   | Никифор         | Никифор             | Нічыпар, Нікіфар | Nicefor   |                |         | Nikefor  | Nikefor | Nikefor          | Нићифор Nićifor     | Никифор |
| Nicodemo   | Никодим         |                     | Нікадзім         | Nikodem   |                | Nikodém | Nikodém  | Nikodem | Nikodem          |                     |         |
| Nicola     | Николай Nikoláj | Микола(й) Mykola(j) | Мікола, Мікалай  | Mikołaj   | Mikławš, Klaws | Mikuláš | Mikuláš  | Nikola  | Miklavž, Nikolaj | Никола(ј) Nikola(j) | Николай |
| Norberto   | Норберт         |                     |                  | Norbert   |                | Norbert | Norbert  | Norbert |                  |                     |         |

### O
| Italiano           | Russo       | Ucraino     | Bielorusso | Polacco         | Sorabo | Ceco     | Slovacco           | Croato    | Sloveno     | Serbo               | Bulgaro  |
| ------------------ | ----------- | ----------- | ---------- | --------------- | ------ | -------- | ------------------ | --------- | ----------- | ------------------- | -------- |
| Oddo(ne), Otto(ne) | Отто(н)     | Оттон       |            | Odo(n), Otto(n) |        | Ota      | Oto                | Oton      | Oton        | Отон Oton           | Ото      |
| Olao               | Олаф        |             |            | Olaf            |        |          | Olaf               | Olaf      | Olaf        |                     |          |
| Oliviero           | Оливер      |             |            | Oliw(i)er       |        | Oliver   | Oliver             | Oliverije | Oliver      |                     |          |
| Omero              | Гомер Gomér | Гомер       | Гамер      | Homer           |        | Homér    | Homér              | Homer     | Homer       | Хомер Homer         | Омир     |
| Onorato            | Гонорат     |             |            | Honorat         |        | Honorát  | Honorát            | Honorat   | Honorat     |                     |          |
| Orazio             | Гораций     | Горацій     | Гарацый    | Horacy          |        |          | Horác              | Horacije  | Horacij     | Хорације Horacije   | Хораций  |
| Oreste             | Орест       | Орест Órest | Арэст      | Orestes         |        | Orestés  | Orest              | Orest     | Orest       | Орест Orest         | Орест    |
| Orlando, Rolando   | Роланд      |             | Раланд     | Roland          |        | Roland   | Roland             | Roland    | Roland      |                     |          |
| Oscar              | Оскар       | Оскар       | Оскар      | Oskar           |        | Oskar    | Oskar              | Oskar     | Oskar       |                     |          |
| Osvaldo            | Освальд     |             | Освальд    | Oswald          |        |          | Osvald             | Osvald    | Osvald      |                     |          |
| Ottavio            | Октавий     |             | Актавій    | Oktawiusz       |        | Oktávius | Oktávius, Oktavián | Oktavijan | Oktavij(an) | Октавијан Oktavijan | Октавиан |
| Ovidio             | Овидий      | Овідій      | Авідзій    | Owidiusz        |        |          | Ovídius            | Ovidije   | Ovidij      | Овидије Ovidije     | Овидий   |

### P
| Italiano      | Russo       | Ucraino     | Bielorusso       | Polacco                     | Sorabo | Ceco     | Slovacco  | Croato     | Sloveno   | Serbo                   | Bulgaro     |
| ------------- | ----------- | ----------- | ---------------- | --------------------------- | ------ | -------- | --------- | ---------- | --------- | ----------------------- | ----------- |
| Pancrazio     | Панкратий   | Панкратій   | Панкрат          | Pankracy                    |        | Pankrác  | Pankrác   | Pankracije | Pankracij | Панкратије Pankratije   |             |
| Pantaleone    | Пантелеимон | Пантелеймон | Панцеляймон      | Pantaleon                   |        |          | Pantaleon | Pantaleon  |           | Пантелејмон Panteleimon | Пантелеймон |
| Paolo         | Павел Pável | Павло Pávlo | Павел, Павал     | Paweł                       |        | Pavel    | Pavol     | Pavao      | Pavel     | Павле Pavle             | Павел       |
| Paride        | Парис       |             |                  | Parys                       |        | Paris    |           | Paris      | Paris     |                         |             |
| Pasquale      | Пасхалий    | Пасхалій    |                  | Paschalis                   |        | Paschal  | Paschál   | Paskal     | Pashal    |                         | Паскалий    |
| Patrizio      | Патрик      | Патрик      | Патрык           | Patrycjusz, Patrycy, Patryk |        | Patrik   | Patrik    | Patrik     | Patrik    |                         |             |
| Pelagio       | Пелагий     | Пелагій     |                  | Pelagiusz                   |        |          |           | Pelagije   | Pelagij   | Пелагије Pelagije       |             |
| Pellegrino    |             |             |                  | Peregryn                    |        | Peregrin | Peregrín  | Peregrin   | Peregrin  |                         |             |
| Pietro, Piero | Пётр Pjotr  | Петро Petro | Пётр(а) Piotr(a) | Piotr                       | Pětr   | Petr     | Peter     | Petar      | Peter     | Петар Petar             | Петър Pet'r |
| Pio           | Пий         | Пій         | Пій              | Pius                        |        |          | Pius      | Pio        | Pij       | Пије Pije               | Пий         |
| Placido       |             |             |                  | Placyd                      |        |          | Placid    | Placid     |           |                         |             |
| Plinio        | Плиний      | Пліній      |                  | Pliniusz                    |        |          |           | Plinije    | Plinij    | Плиније Plinije         | Плиний      |
| Policarpo     | Поликарп    | Полікарп    | Палікарп         | Polikarp                    |        | Polykarp | Polykarp  | Polikarp   | Polikarp  | Поликарп Polikarp       |             |
| Procopio      | Прокопий    | Прокопій    | Пракоп           | Prokop                      |        | Prokop   | Prokop    | Prokopije  | Prokopij  | Прокопије Prokopije     | Прокопий    |
| Prospero      | Проспер     |             |                  | Prosper                     |        |          | Prosper   | Prosper    | Prosper   |                         |             |

### Q
| Italiano | Russo | Polacco | Sorabo | Ceco             | Slovacco         | Croato | Sloveno |
| -------- | ----- | ------- | ------ | ---------------- | ---------------- | ------ | ------- |
| Quinto   | Квинт | Kwintus |        | Kvintus, Kvintín | Kvintus, Kvintín | Kvint  | Kvint   |
| Quirino  |       | Kwiryn  |        | Kvirin           |                  | Kvirin | Kvirin  |

### R
| Italiano           | Russo         | Ucraino | Bielorusso | Polacco   | Sorabo | Ceco    | Slovacco | Croato  | Sloveno | Serbo           | Bulgaro |
| ------------------ | ------------- | ------- | ---------- | --------- | ------ | ------- | -------- | ------- | ------- | --------------- | ------- |
| Raffaele           | Рафаил Rafaíl | Рафаїл  | Рафал      | Rafał     |        | Rafael  | Rafael   | Rafael  | Rafael  |                 |         |
| Raimondo           | Раймунд       |         |            | Rajmund   |        | Rajmund | Rajmund  | Rajmund | Rajmund | Рајмунд Rajmund |         |
| Raniero, Ranieri   |               |         |            | Rajner    |        |         | Rainer   | Rajner  | Rajner  |                 |         |
| Reginaldo, Rinaldo |               |         |            | Reginald  |        |         |          |         |         |                 |         |
| Remigio            | Ремигий       |         |            | Remigiusz |        |         | Remig    |         | Remigij |                 |         |
| Renato             | Ренат         |         |            | Renat     |        | Renát   | Renát    | Renato  | Renato  |                 |         |
| Riccardo           | Ричард        | Річард  | Рышард     | Ryszard   |        | Richard | Richard  | Rikard  | Rihard  | Ричард Ričard   | Ричард  |
| Roberto            | Роберт Róbert | Роберт  |            | Robert    |        | Robert  | Róbert   | Robert  | Robert  | Роберт Robert   |         |
| Rocco              | Рох           | Рох     |            | Roch      |        | Roch    | Rochus   | Rok     | Rok     |                 |         |
| Rodolfo            | Рудольф       | Рудольф |            | Rudolf    |        | Rudolf  | Rudolf   | Rudolf  | Rudolf  | Рудолф Rudolf   | Рудолф  |
| Rodrigo            |               |         |            | Roderyk   |        | Roderik | Roderik  | Roderik | Roderik |                 |         |
| Romano             | Роман Román   | Роман   | Раман      | Roman     | Roman  | Roman   | Roman    | Roman   | Roman   | Роман Roman     | Роман   |
| Ruggero            |               |         |            | Roger     |        | Roger   | Roger    | Ruđer   | Rogerij | Руђер Ruđer     |         |

### S
| Italiano     | Russo                | Ucraino   | Bielorusso         | Polacco          | Sorabo    | Ceco      | Slovacco  | Croato     | Sloveno    | Serbo                | Bulgaro   |
| ------------ | -------------------- | --------- | ------------------ | ---------------- | --------- | --------- | --------- | ---------- | ---------- | -------------------- | --------- |
| Salomone     | Соломон Solomon      | Соломон   |                    | Salomon          |           | Salomon   | Šalamún   | Salomon    | Salomon    | Соломон Solomon      | Соломон   |
| Samuele      | Самуил Samuíl        | Самуїл    |                    | Samuel           |           | Samuel    | Samuel    | Samuel     | Samuel     |                      |           |
| Saverio      | Ксаверий             | Ксав'єр   |                    | Ksawery          |           | Xaver     | Xaver     | Ksaver     | Ksaverij   |                      |           |
| Sebastiano   | Севастьян            | Севастіан |                    | Sebastian        | Bosćij    | Sebastian | Sebastián | Sebastijan | Sebastijan | Себастијан Sebastian | Севастиан |
| Serafino     | Серафим              |           |                    | Serafin          |           |           | Serafín   | Serafin    | Serafin    |                      |           |
| Sergio       | Сергей Sergéj        | Сергій    | Сяргей             | Sergiusz         |           | Sergius   | Sergej    | Sergije    | Sergij     | Сергије Sergije      | Сергий    |
| Sesto, Sisto | Секст, Сикст         | Сікст     |                    | Sekstus          |           |           | Sixtus    | Siksto     | Sikst      | Сикст Sikst          | Сикст     |
| Settim(i)o   | Септимий             |           |                    | Septymiusz       |           |           |           | Septimije  | Septimij   | Септимије Septimije  | Септимий  |
| Sever(in)o   | Север(ин)            |           |                    | Sewer(yn)        |           |           | Severín   | Sever      | Sever(in)  | Север Sever          | Север     |
| Sigfrido     | Зигфрид              |           |                    | Zygfryd          |           |           | Sigfríd   |            |            |                      |           |
| Sigismondo   | Сигизмунд            | Сигізмунд | Сігізмунд, Зыгмунт | Zygmunt          |           | Zikmund   | Žigmund   | Žigmund    | Žiga       | Жигмунд Žigmund      |           |
| Silvano      | Сильван              |           |                    | Sylwan, Sylas    |           | Silván    | Silván    | Silvan     | Silvan     | Силван Silvan        |           |
| Silvestro    | Сильвестр, Селиверст | Сільвестр |                    | Sylwester        |           | Silvestr  | Silvester | Silvestar  | Silvester  | Силвестар Silvestar  | Силвестър |
| Silvio       |                      |           |                    | Sylwiusz         |           |           | Silvius   | Silvije    | Silvij     |                      |           |
| Simone       | Семён                | Симон     | Сымон              | Szymon           |           | Šimon     | Šimon     | Šimun      | Simon      | Шимон Šimon          |           |
| Stanislao    | Станислав            | Станіслав | Станісла́ў          | Stanisław        | Stanisław | Stanislav | Stanislav | Stanislav  | Stanislav  | Станислав Stanislav  | Станислав |
| Stefano      | Стефан Stefan        | Стефан    | Сцяпан, Стэфан     | Szczepan, Stefan |           | Štěpán    | Štefan    | Stjepan    | Štefan     | Стефан Stefan        | Стефан    |

### T
| Italiano  | Russo                         | Ucraino  | Bielorusso           | Polacco             | Sorabo | Ceco            | Slovacco | Croato         | Sloveno         | Serbo                        | Bulgaro  |
| --------- | ----------------------------- | -------- | -------------------- | ------------------- | ------ | --------------- | -------- | -------------- | --------------- | ---------------------------- | -------- |
| Taddeo    | Фаддей                        | Тадей    | Тадэвуш              | Tadeusz             |        | Tadeáš          | Tadeáš   | Tadej          | Tadej           |                              |          |
| Tancredi  | Танкред                       | Танкред  |                      | Tankred             |        | Tankred         | Tankréd  | Tankred        | Tankred         | Танкред Tankred              |          |
| Teodorico | Теодорих                      |          |                      | Teodoryk            |        | Theodorich      | Teodorik | Teodorik       | Teodorik        | Теодорик Teodorik            |          |
| Teodoro   | Фёдор Fjódor                  |          | Хведар, Тодар, Фёдар | Teodor              |        | Teodor          | Teodor   | Teodor         | Teodor          | Теодор Teodor                |          |
| Teodosio  | Феодосий                      | Феодосій | Хвядос               | Teodozjusz, Teodozy |        |                 | Teodoz   | Teodozije      | Teodozij        | Теодосије Teodosije          | Теодосий |
| Teofilo   | Феофил                        |          | Тэафіл               | Teofil              |        | Teofil          | Teofil   | Teofil         | Teofil          | Теофил Teofil                |          |
| Terenzio  | Теренций                      |          |                      | Terencjusz          |        |                 | Terenc   | Terencije      | Terencij        | Теренције Terencije          |          |
| Tiberio   | Тиверий                       | Тиберій  |                      | Tyberiusz           |        | Tibor           | Tibor    | Tiberije       | Tiberij         | Тиберије Tiberije            | Тиберий  |
| Timoteo   | Тимофей                       | Тимофій  | Цімох                | Tymoteusz           |        | Timotej         | Timotej  | Timotej        | Timotej         | Тимотеј Timotej              |          |
| Tobia     |                               |          |                      | Tobiasz             |        | Tobiáš          | Tobiáš   | Tobija         | Tobija          |                              |          |
| Tommaso   | Фома Foma / Томислав Tomislav | Хома́     | Тамаш                | Tomasz /Tomisław    | Tomaš  | Tomáš /Tomislav | Tomáš    | Tomislav /Tomo | Tomaž /Tomislav | Тома Toma /Томислав Tomislav | Тома     |
| Tristano  |                               |          | Трыстан, Трышчан     | Tristan             |        | Tristan         | Tristan  | Tristan        | Tristan         |                              |          |

### U
| Italiano   | Russo   | Ucraino | Bielorusso | Polacco   | Sorabo | Ceco    | Slovacco | Croato  | Sloveno | Serbo       | Bulgaro |
| ---------- | ------- | ------- | ---------- | --------- | ------ | ------- | -------- | ------- | ------- | ----------- | ------- |
| Ugo        | Гуго    |         | Гуга       | Hugo(n)   |        | Hugo    | Hugo     | Hugo    | Hugo    | Хуго Hugo   |         |
| Ul(de)rico | Ульрих  | Ульріх  | Ульрык     | Ul(de)ryk |        | Oldřich | Oldrich  | Ulrik   | Ulrik   | Улрих Ulrih | Улрих   |
| Umberto    | Гумберт | Гумберт |            | Humbert   |        |         | Humbert  | Humbert |         |             |         |
| Urbano     | Урбан   | Урбан   | Урбан      | Urban     |        | Urban   | Urban    | Urban   | Urban   | Урбан Urban | Урбан   |

### V
| Italiano           | Russo             | Ucraino   | Bielorusso | Polacco                | Sorabo | Ceco              | Slovacco  | Croato     | Sloveno   | Serbo               | Bulgaro   |
| ------------------ | ----------------- | --------- | ---------- | ---------------------- | ------ | ----------------- | --------- | ---------- | --------- | ------------------- | --------- |
| Valdemaro          |                   |           |            | Waldemar               |        | Valdemar          | Valdemar  | Valdemar   | Valdemar  | Валдемар Valdemar   |           |
| Valente, Valentino | Валентин Valentín | Валентин  | Валянцін   | Walenty(n)             |        | Valentýn          | Valentín  | Valentin   | Valentin  | Валентин Valentin   | Валентин  |
| Valeri(an)o        | Валерий           |           | Валеры     | Walery, Walerian       |        | Valerián          | Valerián  | Valerije   | Valerij   | Валерије Valerije   | Валерий   |
| Venanzio           |                   |           |            | Wenancjusz, Wenanty    |        |                   |           | Venancije  | Venancij  |                     |           |
| Venceslao          | Вячеслав, Вацлав  | Вацлав    | Вацлаў     | Wacław, Więcesław      |        | Václav, Věnceslav | Václav    | Vjenceslav | Venceslav | Вацлав Vaclav       | Венцеслав |
| Vincenzo           | Викентий          |           | Вінцэнт    | Wincenty               |        | Vincenc           | Vincent   | Vinko      | Vinko     | Викентије Vikentije | Винце     |
| Virgilio           | Вергилий          | Вергілій  | Вергілій   | Wirgiliusz, Wergiliusz |        |                   | Vergílius | Vergilije  | Vergilij  | Вергилије Vergilije | Валерий   |
| Vitale, Vitaliano  | Виталий           | Віталій   | Віталь     | Witalis, Witalian      |        | Vít(ek)           |           | Vitalijan  | Vitalijan | Виталије Vitalije   |           |
| Vittorio           | Виктор Víktor     | Віктор    | Віктар     | Wiktor                 |        | Viktor            | Viktor    | Viktor     | Viktor    | Виктор Viktor       | Виктор    |
| Vladimiro          | Владимир Vladímir | Володимир | Уладзімір  | Włodzimierz            |        | Vladimír          | Vladimír  | Vladimir   | Vladimir  | Владимир Vladimir   | Владимир  |

### Z
| Italiano | Russo   | Ucraino |       | Polacco             | Sorabo | Ceco      | Slovacco  | Croato   | Sloveno  | Serbo             | Bulgaro |
| -------- | ------- | ------- | ----- | ------------------- | ------ | --------- | --------- | -------- | -------- | ----------------- | ------- |
| Zaccaria | Захарий | Захарій | Захар | Zachariasz, Zachary |        | Zacharjáš | Zachariáš | Zaharija | Zaharija | Захарије Zaharije | Захарий |
| Zefirino | Зеферин | Зеферин |       | Zefiryn             |        | Zefyrinus | Zefyrin   | Zefirin  | Zefirin  | Зафирин Zafirin   | Зефирин |
| Zeno(ne) | Зенон   | Зенон   | Зянон | Zenon               |        | Zénón     | Zenon     | Zenon    | Zenon    | Зенон Zenon       | Зенон   |

### Nomi privi di una forma italiana
| Russo     | Bielorusso | Ucraino  | Polacco    | Sorabo   | Ceco      | Slovacco  | Croato    | Sloveno   | Serbo                | Bulgaro   |
| --------- | ---------- | -------- | ---------- | -------- | --------- | --------- | --------- | --------- | -------------------- | --------- |
| Богдан    | Багдан     | Богдан   | Bogdan     |          | Bohdan    | Bohdan    | Bogdan    | Bogdan    |                      |           |
|           | Багуміл    |          | Bogumił    |          | Bohumil   | Bohumil   | Bogumil   | Bogomil   |                      | Богомил   |
| Богомир   |            |          | Bogumir    | Bohuměr  | Bohumír   | Bohumír   |           | Bogomir   | Бохумир Bohumir      |           |
|           |            |          |            |          | Bojan     | Bojan     | Bojan     | Bojan     | Бојан                | Боян      |
| Болеслав  | Баляслаў   | Болеслав | Bolesław   | Bolesław | Boleslav  | Boleslav  | Boleslav  | Boleslav  | Болеслав             |           |
| Бронислав | Браніслаў  |          | Bronisław  |          | Bronislav | Bronislav | Branislav |           | Бранислав Branislav  |           |
| Чеслав    | Часлаў     |          | Czesław    |          | Česlav    |           |           |           |                      |           |
|           |            |          |            |          |           | Dragan    | Dragan    | Dragan    | Драган               |           |
|           |            |          | Drogosław  |          | Drahoslav | Drahoslav | Dragoslav | Dragoslav | Драгослав            |           |
|           |            |          |            |          | Dušan     | Dušan     | Dušan     | Dušan     | Душан                |           |
| Яромир    |            |          | Jaromir    |          | Jaromír   | Jaromír   |           | Jaromir   |                      |           |
| Ярослав   | Яраслаў    | Ярослав  | Jarosław   |          | Jaroslav  | Jaroslav  | Jaroslav  | Jaroslav  | Јарослав             | Ярослав   |
| Милан     |            |          | Milan      |          | Milan     | Milan     | Milan     | Milan     | Милан                | Милан     |
| Милослав  |            |          | Miłosław   |          | Miloslav  | Miloslav  |           |           |                      |           |
| Мстислав  | Мсціслаў   |          | Mścisław   |          |           |           |           |           |                      | Мстислав  |
| Олег      | Алег       | Олег     | Oleg       |          | Oleg      | Oleg      | Oleg      | Oleg      |                      | Олег      |
| Ольгерд   | Альгерд    |          | Olgierd    |          |           |           |           |           |                      |           |
| Радомир   |            |          | Radomir    |          | Radomír   | Radomír   | Radomir   | Radomir   | Радомир              | Радомир   |
| Радослав  | Радаслаў   |          | Radosław   |          | Radoslav  | Radoslav  | Radoslav  | Radoslav  |                      |           |
| Ростислав | Расціслаў  |          | Rościsław  |          | Rostislav | Rastislav |           |           |                      | Ростислав |
|           | Славамір   |          | Sławomir   |          | Slavomír  | Slavomír  |           | Slavomir  |                      | Славомир  |
| Святополк | Святаполк  |          | Świętopełk |          | Svatopluk |           |           |           |                      | Святополк |
| Святослав | Святаслаў  |          | Świętosław |          | Svatoslav | Svätoslav | Svetislav | Svetislav | Светислав, Светослав | Светослав |
| Всеволод  | Усевалад   |          |            |          |           |           |           |           |                      | Всеволод  |
|           |            |          |            |          | Zoltán    | Zoltán    | Zoltan    | Zoltan    |                      |           |

## Nomi femminili

### A
| Italiano   | Russo                 | Polacco    | Sorabo | Ceco             | Slovacco    | Croato     | Sloveno            | Bulgaro    |
| ---------- | --------------------- | ---------- | ------ | ---------------- | ----------- | ---------- | ------------------ | ---------- |
| Adelaide   | Аделаида              | Adelajda   |        | Adelaida         | Adelaida    | Adela      | Adelajda           |            |
| Adriana    |                       | Adrianna   |        | Adriana          | Adriána     |            | Adrijana           |            |
| Agata      | Агата                 | Agata      |        | Agáta            | Agáta       | Agata      | Agata              |            |
| Aglaia     |                       | Aglaja     |        | Aglaja           | Aglája      |            |                    |            |
| Agnese     | Агнесса               | Agnieszka  | Hańža  | Anežka           | Agnesa      | Agneza     | Agnes              |            |
| Alessandra | Александра Aleksándra | Aleksandra |        | Alexandra        | Alexandra   | Aleksandra | Aleksandra         | Александра |
| Alessia    |                       | Aleksa     |        |                  | Alexia      |            | Alekseja, Aleksija |            |
| Alice      | Алиса                 | Alicja     |        | Alice            | Alica       |            |                    |            |
| Anastasia  | Анастасия Anastasija  | Anastazja  |        | Anastázie        | Anastázia   | Anastazija | Anastazija         | Анастасия  |
| Andreina   |                       | Andrzeja   |        | Andrea, Ondřejka | Andrea      |            | Andre(j)a          |            |
| Angela     |                       | Aniela     |        | Anděla           | Angela      | Anđela     | Angela, Andja      |            |
| Anna       | Анна                  | Anna       | Hanka  | Anna             | Anna        | Ana        | Ana                | Анна       |
| Antonia    | Антонина, Тоня        | Antonia    |        | Antonie          | Antónia     | Antonija   | Antonija           |            |
| Apollonia  |                       | Apolonia   |        | Apolena          | Apol(i)ena  | Apolonija  | Apolonija          |            |
| Augusta    | Августа               | Augusta    |        |                  | August(ín)a | Augusta    | Avgusta            |            |

### B
| Italiano  | Russo     | Polacco   | Sorabo  | Ceco      | Slovacco       | Croato    | Sloveno   | Bulgaro  |
| --------- | --------- | --------- | ------- | --------- | -------------- | --------- | --------- | -------- |
| Barbara   | Варвара   | Barbara   | Borbora | Barbora   | Barbora        | Barbara   | Barbara   | Варвара  |
| Beatrice  |           | Beatrycze |         | Beatrice  | Beatrica       |           |           |          |
| Benedetta | Бенедикта | Benedykta |         | Benedikta | Benedikta      | Benedikta | Benedikta |          |
| Bianca    | Бланка    | Blanka    |         | Bianka    | Bianka, Blanka | Blanka    | Blanka    |          |
| Brigida   |           | Brygida   |         | Brigita   | Brigita        | Brigita   | Brigita   | Бригитта |

### C
| Italiano   | Russo                | Polacco    | Sorabo    | Ceco       | Slovacco   | Croato        | Sloveno   | Bulgaro     |
| ---------- | -------------------- | ---------- | --------- | ---------- | ---------- | ------------- | --------- | ----------- |
| Camilla    |                      | Kamila     |           | Kamila     | Kamila     |               | Kamila    |             |
| Carolina   | Каролина             | Karolina   |           | Karolína   | Karolína   |               | Karolina  |             |
| Caterina   | Екатерина Jekaterína | Katarzyna  |           | Kateřina   | Katarína   | Katarina      | Katarina  | Екатерина   |
| Cecilia    | Цецилия              | Cecylia    |           | Cecílie    | Cecília    | Cecilija      | Cicilija  |             |
| Celeste    |                      | Celestyna  |           | Celestina  | Celestína  | Celestina     | Celestina |             |
| Chiara     | Клара                | Klara      |           | Klára      | Klára      | Klara         | Klara     |             |
| Claudia    | Клавдия              | Klaudia    |           | Klaudie    | Klaudia    | Klaudija      | Klaudia   |             |
| Clementina |                      | Klementyna |           | Klementine | Klementína |               |           |             |
| Cornelia   | Корнелия             | Kornelia   |           | Kornélie   | Kornélia   | Kornelija     | Kornelija |             |
| Costanza   | Констанция           | Konstancja |           |            | Konstancia | Konstanc(ij)a | Konstanca | Константина |
| Cristina   | Кристина             | Krystyna   | Christina | Kristýna   | Kristína   | Kristina      | Kristina  |             |

### D
| Italiano  | Russo | Polacco  | Sorabo | Ceco   | Slovacco | Croato   | Sloveno  | Bulgaro |
| --------- | ----- | -------- | ------ | ------ | -------- | -------- | -------- | ------- |
| Domitilla |       | Domicela |        |        |          | Domicila | Domitila |         |
| Dorotea   |       | Dorota   |        | Dorota | Dorota   | Doroteja | Doroteja |         |

### E
| Italiano   | Russo                | Polacco   | Sorabo | Ceco      | Slovacco  | Croato    | Sloveno     | Bulgaro   |
| ---------- | -------------------- | --------- | ------ | --------- | --------- | --------- | ----------- | --------- |
| Edvige     | Ядвига               | Jadwiga   |        | Hedvika   | Hedviga   | Hedviga   | Hedvika     |           |
| Elena      | Елена                | Helena    |        | Helena    | Helena    | Jelena    | Helena      | Елена     |
| Eleonora   | Элеонора             | Eleonora  |        | Eleonora  | Eleonóra  | Eleonora  | Eleonora    |           |
| Elga       |                      | Helga     |        |           | Helga     | Helga     | Helga       |           |
| Elisabetta | Елизавета Jelizavéta | Elżbieta  |        | Alžběta   | Alžbeta   | Elizabeta | Elizabeta   | Елизавета |
| Elvira     |                      | Elwira    |        | Elvíra    | Elvíra    | Elvira    | Elvira      |           |
| Emili(an)a |                      | Emilia    |        | Emílie    | Emiliána  | Emilija   | Emilij(an)a |           |
| Eudossia   | Евдокия              | Eudoksja  |        |           |           | Eudoksija | Evdoksija   |           |
| Eufemia    | Евфимия              | Eufemia   |        |           |           | Eufemija  | Evfemija    |           |
| Eufrosina  | Евфросина            | Eufrozyna |        | Eufrosyné | Eufrozina | Eufrozina | Evfrozina   |           |
| Eugenia    | Евгения Jevgenija    | Eugenia   |        | Evženie   | Eugénia   | Eugenija  | Evgenija    |           |
| Eva        | Ева                  | Ewa       |        | Eva       | Eva       | Eva       | Eva         |           |

### F
| Italiano  | Russo | Polacco    | Sorabo    | Ceco      | Slovacco  | Croato    | Sloveno   | Bulgaro |
| --------- | ----- | ---------- | --------- | --------- | --------- | --------- | --------- | ------- |
| Federica  |       | Fryderyka  |           |           | Frederika |           | Friderika |         |
| Felicita  |       | Felicyta   |           |           | Felícia   | Felicita  | Felicita  |         |
| Flora     |       | Flora      |           |           | Flóra     | Flora     | Flora     |         |
| Francesca |       | Franciszka | Franciska | Františka | Františka | Franciska | Frančiška |         |
| Frida     | Фрида | Fryda      |           |           | Frída     |           | Frida     |         |

### G
| Italiano    | Russo    | Polacco        | Sorabo | Ceco     | Slovacco   | Croato      | Sloveno    | Bulgaro |
| ----------- | -------- | -------------- | ------ | -------- | ---------- | ----------- | ---------- | ------- |
| Gelsomina   |          | Jaśmina        |        | Jasmin   |            |             | Jasmina    |         |
| Geltrude    | Гертруда | Gertruda       |        | Gertruda | Gertrúda   | Gertruda    | Gertruda   |         |
| Ginevra     | Гвиневра | Ginewra        |        |          |            |             |            |         |
| Giorgia     |          |                |        | Jorga    | Jorga      | Georgija    | Jurka      |         |
| Giovanna    |          | Joanna, Janina |        | J(oh)ana | J(oh)ana   | Ivana, Jana | Jana       |         |
| Giuditta    |          | Judyta         |        | Judita   | Judita     | Judita      | Judita     |         |
| Giulia      | Юлия     | Julia          |        | Julie    | Júlia      | Julija      | Julija     |         |
| Giuseppina  | Жозефина | Józefina       |        | Josefina | Jozef(ín)a | Josipa      | Jožef(in)a |         |
| Guglielmina |          | Wilhelmina     |        | Vilma    | Vilhelmína |             | Viljemina  |         |

### I
| Italiano | Russo       | Polacco | Sorabo | Ceco  | Slovacco | Croato | Sloveno | Bulgaro |
| -------- | ----------- | ------- | ------ | ----- | -------- | ------ | ------- | ------- |
| Irene    | Ирина Irina | Irena   |        | Irena | Irena    | Irena  | Irene   | Ирина   |

### L
| Italiano        | Russo   | Polacco        | Sorabo | Ceco    | Slovacco | Croato  | Croato     | Sloveno | Bulgaro |
| --------------- | ------- | -------------- | ------ | ------- | -------- | ------- | ---------- | ------- | ------- |
| Laura           |         | Laura          |        | Laura   | Laura    |         | Laura      | Lavra   |         |
| Lucia           |         | Łucja          |        | Lucie   | Lucia    | Lucija  | Lucija     | Lucija  | Луция   |
| Ludmilla        | Людмила | Lud(o)miła     |        | Ludmila | Ľudmila  | Ludmila | Ludmila    | Ludmila | Людмила |
| Luisa, Ludovica |         | Luiza, Ludwika |        |         | Ľudovíta |         | Lud(o)vika |         |         |

### M
| Italiano   | Russo               | Polacco    | Sorabo  | Ceco       | Slovacco   | Croato    | Sloveno   | Bulgaro   |
| ---------- | ------------------- | ---------- | ------- | ---------- | ---------- | --------- | --------- | --------- |
| Maddalena  | Магдалина           | Magdalena  | Madlena | Magdalena  | Magdaléna  | Magdalena | Magdalena |           |
| Margherita | Маргарита Margaríta | Małgorzata |         | Markéta    | Margaréta  | Margareta | Margareta | Маргарита |
| Maria      | Мария Marija        | Maria      | Marija  | Marie      | Mária      | Marija    | Marija    | Мария     |
| Marina     | Марина              | Maryna     |         | Marina     | Marína     | Marina    | Marina    |           |
| Marta      |                     | Marta      |         | Marta      | Marta      | Marta     | Marta     |           |
| Matilde    | Матильда            | Matylda    |         | Matylda    | Matilda    | Matilda   | Matilda   |           |
| Melania    |                     | Melania    |         |            | Melánia    | Melanija  | Melanija  |           |
| Michela    |                     | Michalina  |         | Micha(e)la | Micha(e)la |           | Mihaela   |           |
| Monica     |                     | Monika     |         | Monika     | Monika     | Monika    | Monika    |           |

### N
| Italiano  | Russo                        | Polacco  | Sorabo | Ceco          | Slovacco | Croato   | Sloveno  | Bulgaro |
| --------- | ---------------------------- | -------- | ------ | ------------- | -------- | -------- | -------- | ------- |
| Nadia     | Надежда, Надя Nadéžda, Nádja | Nadzieja |        | Naděžda, Naďa | Nadežda  |          | Nadia    |         |
| Natalia   | Наталия Natálija             | Natalia  |        | Natálie       | Natália  | Natalija | Natalija |         |
| Nicoletta |                              |          |        | Nikola        | Nikola   |          | Nikolaja |         |

### O
| Italiano | Russo       | Polacco | Sorabo | Ceco   | Slovacco | Croato | Sloveno | Bulgaro |
| -------- | ----------- | ------- | ------ | ------ | -------- | ------ | ------- | ------- |
| Olga     | Ольга Ól'ga | Olga    |        | Olga   | Oľga     | Olga   | Olga    | Олга    |
| Orsola   |             | Urszula | Wórša  | Uršula | Uršuľa   | Uršula | Uršula  | Урсула  |

### P
| Italiano   | Russo     | Polacco   | Sorabo | Ceco     | Slovacco  | Croato    | Sloveno   | Bulgaro   |
| ---------- | --------- | --------- | ------ | -------- | --------- | --------- | --------- | --------- |
| Paola      |           | Paula     |        | Pavla    | Pavla     | Paula     | Pavla     |           |
| Patrizia   |           | Patrycja  |        | Patricie | Patrícia  | Patricija | Patricija |           |
| Petronilla |           | Petronela |        |          | Petronela | Petronila |           |           |
| Piera      |           | Piotra    | Petra  | Petra    | Petra     |           | Petra     |           |
| Polissena  | Поликсена | Poliksena |        |          | Polyxénia |           |           | Поликсена |
| Priscilla  |           | Pryscylla |        | Piroska  | Piroška   | Priscila  |           |           |

### R
| Italiano | Russo            | Polacco | Sorabo  | Ceco    | Slovacco  | Croato   | Sloveno  | Bulgaro |
| -------- | ---------------- | ------- | ------- | ------- | --------- | -------- | -------- | ------- |
| Rachele  | Рахилb Rakil     | Rachela |         | Ráchel  | Ráchel(a) |          | Rahela   |         |
| Rebecca  |                  | Rebeka  |         | Rebeka  | Rebeka    | Rebeka   | Rebeka   |         |
| Rosa     |                  | Róża    | Ruzalka | Růžena  | Ružena    | Ruža     | Roža     |         |
| Rosalia  | Розалия Rozalija | Rozalia |         | Rozálie | Rozália   | Rozalija | Rozalija |         |
| Rossana  |                  | Roksana |         | Roxana  | Roxana    |          |          |         |

### S
| Italiano     | Russo        | Polacco     | Sorabo | Ceco        | Slovacco                | Croato     | Sloveno       | Bulgaro |
| ------------ | ------------ | ----------- | ------ | ----------- | ----------------------- | ---------- | ------------- | ------- |
| Sara         |              | Sara        |        | Sára        | Sára                    | Sara       | Sara          |         |
| Scolastica   |              | Scholastyka |        | Scholastika | Scholastika, Školastika | Skolastika | Sholastika    |         |
| Silvia       |              | Sylwia      |        | Silvie      | Silvia                  | Silvija    | Silvija       | Силвия  |
| Simona       |              | Ksymena     |        | Simona      | Simona                  |            | Simona        | Симона  |
| Sofia, Sonia | София Sofíja | Zofia       | Sonja  | Žofie, Soňa | Žofia                   | Sofija     | Sofija, Sonja | София   |
| Stefania     | Стефания     | Stefania    |        | Štěpánka    | Štefánia                |            | Štefanija     |         |
| Susanna      |              | Zuzanna     | Zusana | Zuzana      | Zuzana                  | Suzana     | Suzana        |         |
| Svetlana     | Светлана     | Świetlana   |        | Světlana    | Svetlana                |            | Svetlana      |         |

### T
| Italiano | Russo            | Polacco | Sorabo | Ceco    | Slovacco | Croato   | Sloveno          | Bulgaro |
| -------- | ---------------- | ------- | ------ | ------- | -------- | -------- | ---------------- | ------- |
| Tamara   | Тамара Tamára    | Tamara  |        | Tamara  | Tamara   |          | Tamara           |         |
| Tatiana  | Татьяна Tat'jána | Tacjana |        | Taťána  | Tatiana  | Tatjana  | Tatijana, Tanija |         |
| Tecla    | Фёкла            | Tekla   |        |         | Tekla    |          | Tekla            |         |
| Teodora  | Феодора          | Teodora |        | Teodora | Teodora  | Teodora  | Teodora          | Теодора |
| Teresa   | Тереза           | Teresa  |        | Terezie | Terézia  | Terezija | Terezija         |         |

### V
| Italiano  | Russo              | Polacco   | Sorabo | Ceco      | Slovacco  | Croato    | Sloveno   | Bulgaro   |
| --------- | ------------------ | --------- | ------ | --------- | --------- | --------- | --------- | --------- |
| Valentina |                    | Walentyna |        | Valentina | Valentína | Valentina | Valentina | Валентина |
| Vanessa   |                    | Wanes(s)a |        | Vanesa    | Vanesa    |           | Vanesa    |           |
| Vera      | Вера Véra          | Wera      |        | Věra      | Viera     |           | Vera      |           |
| Veronica  | Вероника           | Weronika  |        | Veronika  | Veronika  | Veronika  | Veronika  |           |
| Viola     | Виолетта           | Wioleta   |        | Viola     | Viola     |           | Violeta   |           |
| Vittoria  | Виктория Viktórija | Wiktoria  |        | Viktorie  | Viktória  | Viktorija | Viktorija | Виктория  |
| Wanda     |                    | Wanda     |        | Vanda     | Vanda     |           | Vanda     |           |

### X
| Italiano | Russo  | Polacco | Sorabo | Ceco  | Slovacco | Croato | Sloveno | Bulgaro |
| -------- | ------ | ------- | ------ | ----- | -------- | ------ | ------- | ------- |
| Xenia    | Ксения | Ksenia  |        | Xenie | Xénia    |        | Ksenija | Аксиния |